# Nadcap
Nadcap (ранее NADCAP, англ. National Aerospace and Defence Contractors Accreditation Program) — общая программа стандартизации и аккредитации производителей в аэрокосмической и военной промышленностях и родственных отраслях.

## История программы «Nadcap»
Программа «Nadcap», возникшая в 1990 г. в рамках PRI (англ. Performance Review Institute) Общества Автоинженеров SAE (англ. Society of Automotive Engineers). Штаб-квартира «Nadcap» и PRI находится в городе Уоррендейл в штате Пенсильвания, США. Члены программы (т. н. «prime contractors») координируют разработку отраслевых стандартов для специальных процессов и продукции. «Nadcap» производит независимую сертификацию производственных процессов в рамках Performance Review Institute. Локальные офисы «Nadcap» находятся в Лондоне (Европа), а также в Пекине и Нагое (Азия).

## Процессы, сертифицируемые программой аккредитации
- Термическая обработка
- Химические процессы
- Покрытия
- Сварка
- Неразрушающий контроль
- Улучшение поверхности неконвенциональными методами (включая дробеструйную обработку, электро-искровую обработку и т. д.)

## Программа «Nadcap» и промышленность
Аккредитация в рамках «Nadcap» требуется от производителей такими заказчиками, как GE-Aviation, Rolls-Royce plc, MTU, Snecma, Turbomeca, Boeing и др.

## Курсы «Nadcap»
Производится учёба представителей фирм-производителей продукции в следующих областях:
- Пирометрия (измерение температуры в печах для термообработки)
- Анализ нессответствий, обнаруженных во время проверок аудиторов программы «Nadcap».
- Специальные процессы, такие как покрытия, неразрушающий контроль, химическая обработка и т. д.

## Российские предприятия, имеющие аккредитацию «Nadcap»
- Уральский завод гражданской авиации (JSC «Ural works of civil aviation»), Екатеринбург

Покрытия
- ВСМПО-Ависма, Верхняя Салда

Химические процессы
Термическая обработка
Лабораторные проверки
Неразрушающие методы контроля
- Каменск-Уральский металлургический завод (ОАО КУМЗ), Каменск-Уральский

Неразрушающие методы контроля
Термическая обработка
- ЗАО ВолгАэро, Рыбинск

Неразрушающие методы контроля
(По данным официального сайта PRI)